# Panajotis Kucalas
Panajotis Kucalas (* 13. ledna 1992, Příbram) je český fotbalový obránce s řeckými kořeny, od července 2014 působící v FK Baník Sokolov, kde je na hostování z AC Sparta Praha. Mimo Česko působil v Německu. Jeho oblíbenými hráči jsou Rio Ferdinand a Kevin Prince Boateng.

## Klubová kariéra
Svoji fotbalovou kariéru začal v FSC Libuš, odkud v průběhu mládeže přestoupil do AC Sparta Praha. V roce 2011 se propracoval do seniorské kategorie, kde hrál za rezervu. V létě 2012 odešel hostovat do FC Graffin Vlašim, kde působil rok. Před sezonou 2013/14 zamířil na hostování do klubu SpVgg Lam, který se tal jeho prvním zahraničním angažmá. V červenci 2014 odešel hostovat do týmu FK Baník Sokolov. Po roce bylo jeho hostování prodlouženo.